# 久保田巧
久保田 巧（くぼた たくみ、1959年2月2日 - ）は、東京生まれのヴァイオリン奏者。

## 経歴
4歳からヴァイオリンを始め、桐朋女子高等学校音楽科を経て、桐朋学園大学ディプロマ・コースに進む。大学在学中にウィーンに留学し、ウィーン国立音楽大学を卒業。日本では福島幸雄、西島英子、外山滋、江藤俊哉に、ウィーンではヴォルフガング・シュナイダーハンに師事した。
1984年、日本でリサイタル・デビューし、演奏活動を続けている。1987年からサイトウ・キネン・オーケストラ、1990年から水戸室内管弦楽団にも参加している。東京芸術大学の講師も務める。

## コンクール歴
- 1982年　
  - 第1回ロドルフォ・リピツァー賞ヴァイオリン・コンクールで第2位。
- 1983年
  - フリッツ・クライスラー国際コンクールで第2位。
  - 第3回ミケランジェロ・アバド国際ヴァイオリン・コンクールで第1位。
- 1984年
  - カール・フレッシュ国際ヴァイオリン・コンクールで第3位。
  - ミュンヘン国際音楽コンクールで第1位（日本人としては初）。

## ディスコグラフィー
- 愛の喜び／クライスラー・アルバム（1995年）
- クロイツェル・スプリング（1997年）
- プロコフィエフ：ヴァイオリン・ソナタ第1番＆第2番（2003年）
- バッハ：無伴奏ヴァイオリン・ソナタ全曲（2003年）
- バッハ：無伴奏ヴァイオリン・パルティータ全曲（2004年）
- ブラームス　ヴァイオリン・ソナタ全集（2008年）